# Imaging di fusione
L'imaging di fusione (in inglese fusion imaging) è una metodica diagnostica.
È il risultato della sovrapposizione sequenziale di una serie di immagini radiologiche ottenute dallo studio di un determinato organo o distretto corporeo con diversi sistemi di rilevazione in modo da ottenere in un'unica immagine le informazioni provenienti dai diversi sistemi di indagine.
Alcuni esempi sono tomografia computerizzata, TC e tomografia a emissione di positroni, PET (PET-CT) oppure TC ed ecografia.
L'immagine così ottenuta, risultante dalla "fusione" delle immagini ottenute nelle due metodiche, spesso permette di conseguire una diagnosi più completa e sicura.
In alcuni carcinomi come quella la prostata, la combinazione di immagine ecografica di risonanza magnetica trova impiego per l'accurato posizionamento di fibre laser che consentono un intervento mirato selettivo sulla zona del tumore.